# Wang Can
Dans ce nom, le nom de famille, Wang, précède le nom personnel.
Pour les articles homonymes, voir Wang (patronyme).
Wang Can (chinois 王粲, EFEO Wang Ts'an), né en 177, mort en 217, est un poète chinois. Il est l'un des Sept Lettrés de Jian'an.

## Biographie
Issu d'une grande famille du Shandong, Wang Can est un enfant précoce. La première de ses Sept Tristesses a été écrite à l'âge de quinze ans. En 192 il part dans le Sud se mettre sous la protection de Liu Biao, et il y reste jusqu'en 208. Il se met ensuite au service de Cao Cao.

## Œuvre
Wang Can est réputé pour être le meilleur poète de l'ère Jian'an après Cao Zhi. Il subsiste de son œuvre une vingtaine de poèmes, environ quarante fu et de la prose.
Sa série de poèmes intitulée Les Sept Tristesses (Qi ai shi) évoque la fin de la dynastie des Han. Le premier de ces poèmes, qui s'inspirent des ballades populaires (yuefu), et qui a sans doute été écrit à son départ de Chang'an, décrit les malheurs qui accompagnent la chute de la dynastie.
La grand-ville de l'Ouest [Chang'an] sombre dans le chaos.

 Tigres et loups, voici venus les ravageurs…

[…]

Sur la route, poussée par la faim, une femme

 Emporte un nouveau-né qu'elle abandonne aux champs.
— Wang Can, Tristesse, trad. Jean-Pierre Diény (extrait)
Durant son séjour dans le Sud, il écrit le Denglou fu (En montant la tour), qui exprime le regret de son pays natal. Cette pièce est un chef-d'œuvre du genre xiao fu (fu courts). Il écrit ensuite, au service de Cao Cao, des œuvres de circonstance, des yuefu de cérémonie ou des ballades (Congjun xing, En campagne) louangeant Cao Cao et sur les heurs et malheurs des soldats.

## Traductions
- Paul Demiéville (dir.), Anthologie de la poésie chinoise classique, Paris, Gallimard, 1962, rééd. coll. « Poésie » Wang Ts'an, p. 144-145
- Jacques Pimpaneau, Anthologie de la littérature chinoise classique, Arles, Éditions Philippe Picquier, 2004 Wang Can, p. 263-264